# Xinqiao (socken i Kina, Henan)
Xinqiao (kinesiska: 新桥, 新桥乡) är en socken i Kina. Den ligger i provinsen Henan, i den centrala delen av landet, omkring 260 kilometer sydost om provinshuvudstaden Zhengzhou. Antalet invånare är 38 255. Befolkningen består av 18 743 kvinnor och 19 512 män. Barn under 15 år utgör 25,0 %, vuxna 15-64 år 64 %, och äldre över 65 år 9,0 %.
Genomsnittlig årsnederbörd är 1 043 millimeter. Den regnigaste månaden är augusti, med i genomsnitt 193 mm nederbörd, och den torraste är januari, med 13 mm nederbörd.